# Apostelhuset
Apostelhuset eller Apostelgården er en bindingsværksbygning, der ligger i Riddergade i Næstved. Det blev opført omkring 1510-20. Navnet kommer af de 13 knægte på bindingsværket, der er udskåret som Jesus og hans 12 apostle.
Bygningen var oprindeligt i to etager, men den øverste blev fjernet omkring år 1700. Huset gennemgik restaurering i 1880'erne, hvor store dele af facaden blev udskiftet. I 1918 blev den fredet.

## Historie
Apostelgården er opført omkring 1510-20. Forhuset har sandsynligvis været pakhus og derfor uden vinduer. Det øverste stokværk har haft luger til at få gods ind på første etage. Adgangen til beboelsehuset, som har ligget bag ved pakhuset, er foregået igennem porten til baggården.
I årene 1736-87 var der bageri i bygningen, og fra 1801-27 boede der en murermester i huset. Derudover har der primært været brugt beboelse. I 1884-85 blev bygningen restaureret af købmand F.E. Sander under arkitekten Vilhelm Ahlmann. Han ejede den fra 1877 frem til sin død i 1897. En stor del af facaden blev udskiftet på dette tidspunkt. Dog er knægtene originale.
Apostelhuset blev fredet i 1918. Bygningen ved siden af er også fredet. I 1980'erne blev interiøret istandsat. Siden 1983 har der været en arkitektvirksomhed i Apostelhuset.

## Beskrivelse
Apostelhuset er opført i bindingsværk på et kampestenssokkel. Det består i sin nuværende form af ét stokværk. Oprindeligt var den i to stokværk, men første-salen blev fjernet mellem 1682 og 1736.
Der er 12 fag. På de 13 bindingsværksstolper er der udskåret knægte, der tidligere har holdt det øvre stokværk. I dag holder de taget. Figurerne er udskåret som Jesus og hans tolv apostle. Lige over hver figur er der skåret adelige våbenskjolde og borgerlige bomærker  i træet. Det er derfor muligt, at gården har tilhørt et gilde i senmiddelalderen. Det er de ældste bindingsværksfigurer i Danmark. Hver af apostlene har  en attribut, så de kan kendes. Fra venstre mod højre er de:
- Jakob den Yngre: økse
- Filip: kors og bog
- Simon: sav
- Matthæus: sværd og bogpose
- Johannes: alterkalk
- Peter: nøgle og bog
- Jesus
- Paulus: sværd og bog
- Bartholomæus: kniv
- Andreas: Andreaskors
- Jakob den Ældre (dansk Sankt Ib): ibskaller, stav og flaske
- Matthias: bogrulle og økse
- Thomas: spyd og bog

Tavlerne i bindingsværket er fyldt med røde teglsten. Hele facaden har en overgang været kalket. Da meget af facaden blev udskiftet i 1880'erne, bærer den ikke så kraftigt præg af de mange ændringer som bygningen har været udsat for siden opførslen. Taget er et tegltag, og der er tre skorstene.